# Ludovico da l'Armi
 (février 2023).
Ludovico da l'Armi (fl. 1544) est un assassin engagé par le roi Henri VIII d'Angleterre pour tuer le cousin et critique du roi, le cardinal Pole. Da l'Armi était un mercenaire italien et le neveu du cardinal Campeggio.